# Karl Schulze (Ruderer)
Karl Schulze (* 5. März 1988 in Dresden) ist ein deutscher Ruderer. Er ist Olympiasieger 2012 und 2016 im Doppelvierer. In der gleichen Bootsklasse gewann er zudem den WM-Titel 2015 sowie EM-Gold 2013.

## Karriere
Bei den Junioren-Weltmeisterschaften 2005 belegte Schulze mit dem Doppelvierer den zweiten Platz, bei den Junioren-Weltmeisterschaften 2006 wurde er Juniorenweltmeister, beide Male saß bereits Tim Grohmann mit im Boot. 2007 traten Grohmann und Schulze im Doppelzweier an und gewannen die Silbermedaille bei den U23-Weltmeisterschaften. Nach einem dritten Platz bei den U23-Weltmeisterschaften 2008 und dem achten Platz bei den Ruder-Europameisterschaften 2008 in der Erwachsenenklasse kehrte Schulze 2009 in den Doppelvierer zurück und belegte den fünften Platz bei den U23-Weltmeisterschaften.
2010 ruderte Karl Schulze im Einer. Er gewann die U23-Weltmeisterschaften, belegte den dritten Platz bei den Ruder-Europameisterschaften 2010 und den zehnten Platz bei den Ruder-Weltmeisterschaften 2010.
2011 siegte der deutsche Doppelvierer beim Weltcup-Auftakt in München mit Tim Grohmann, Philipp Wende, Karl Schulze und Lauritz Schoof, nachdem sie in dieser Besetzung auch den deutschen Meistertitel gewonnen hatten. In der Besetzung Schulze, Wende, Schoof und Grohmann belegte das Boot den zweiten Platz beim Weltcup in Hamburg und gewann in Luzern. In dieser Besetzung gewann der Doppelvierer auch die Silbermedaille bei den Weltmeisterschaften in Bled hinter dem australischen Boot. Bei den Olympischen Spielen 2012 in London errangen sie dann auf dem Dorney Lake die Goldmedaille.
Auch im neuen Olympiazyklus wurde der deutsche Doppelvierer mit ständigen kleineren Veränderungen aus dem Stamm der Olympiamannschaft besetzt. Schulze konnte dabei im Jahr 2013 den Europameistertitel in Sevilla und den zweiten Platz bei den Weltmeisterschaften in Chungju hinter dem kroatischen Team belegen. Im Folgejahr ruderte der deutsche Doppelvierer mit Schulze sowohl bei der EM in Belgrad als auch bei der WM in Amsterdam auf den Bronzerang. Bei der Ruder-EM 2015 belegte die Mannschaft verletzungsbedingt nur den sechsten Platz. Bei den Weltmeisterschaften von Aiguebelette gelang in der Besetzung Karl Schulze, Philipp Wende, Lauritz Schoof und Hans Gruhne schließlich der Gewinn der Goldmedaille.
Auch an den Olympischen Sommerspielen in Rio nahm er teil und gewann dort mit dem Doppelvierer erneut die Goldmedaille. Dafür wurden er und die Mannschaft am 1. November 2016 von Bundespräsident Gauck mit dem Silbernen Lorbeerblatt ausgezeichnet.
Anschließend legte Schulze ein Jahr Pause ein. Bei den deutschen Kleinbootmeisterschaften 2018 erreichte er den 14. Platz. Nach einem zehnten Platz bei den deutschen Meisterschaften 2019, startete er wieder als Bugmann des deutschen Doppelvierers. Bei den Europameisterschaften belegte der Doppelvierer mit Schulze, Timo Piontek, Max Appel und Lars Hartig den vierten Rang. Bei den Weltmeisterschaften in Ottensheim erreichte die Mannschaft Schulze, Piontek, Appel und Gruhne den fünften Platz. Ein Jahr später fuhr die Mannschaft Gruhne, Schulze, Appel und Naske bei den Europameisterschaften auf den sechsten Platz. Bei den Olympischen Spielen in Tokio erreichte der deutsche Doppelvierer den achten Platz.
Karl Schulze ruderte bis 2014 für den USV TU Dresden. Seit Anfang 2015 startet er für den Berliner Ruder-Club.

## Erfolge
- 2011: Silbermedaille bei den Ruder-Weltmeisterschaften in Bled, Doppelvierer
- 2012: Goldmedaille bei den Olympischen Sommerspielen im Doppelvierer.[3]
- 2013: Goldmedaille bei den Ruder-Europameisterschaften, Sevilla, Doppelvierer
- 2013: Silbermedaille bei den Ruder-Weltmeisterschaften, Chungju (Südkorea), Doppelvierer
- 2014: Bronzemedaille bei den Ruder-Europameisterschaften, Belgrad, Doppelvierer
- 2014: Bronzemedaille bei den Ruder-Weltmeisterschaften, Amsterdam, Doppelvierer
- 2015: Goldmedaille bei den Ruder-Weltmeisterschaften, Lac d’Aiguebelette, Doppelvierer
- 2016: Goldmedaille bei den Olympischen Sommerspielen im Doppelvierer